# C24H29NO2
化学式C24H29NO2（摩尔质量：363.49 g/mol）可以指：
- F-15063，CAS号：680203-70-7
- 7-羰基阿比特龙，CAS号：1416316-29-4

|  | 这个同类索引页列出了具有相同分子式的化学物（即同分異構體）条目。 除非您是有意链接至本页，否则应将相应条目的内部链接指向正确的条目。 |